# Thomas Heaphy (Maler, 1813)
Thomas Frank Heaphy (* 2. April 1813 in London, England; † 7. August 1873 in Belgravia, London) war ein englischer Porträt- und Motivmaler.

## Frühe Jahre
Thomas Heaphy wurde am 2. April 1813 als ältester Sohn des Malers Thomas Heaphy und seiner ersten Frau Mary Stevenson in St John's Wood in London geboren. Über Heaphys Ausbildung ist nichts bekannt. Im Alter von 17 Jahren begleitete er seinen Vater nach Italien, wo er die Sprache und die religiöse italienische Malerei kennenlernte. Zurück in England, widmete sich Heaphy der Porträtmalerei und fand damit für viele Jahre Unterstützer für seine Kunst.
Um von seinem Vater unterscheidbar zu sein, legte sich Heaphy in frühen Jahren zusätzlich zu seinem Vornamen den christlichen Namen Frank zu, verwendete ihn aber ab 1850 nicht mehr.
1831 stellte er erstmals einige seiner Arbeiten in der Royal Academy of Arts aus. 1842 heiratete er Eliza Bradstreet aus Little Wenham, Suffolk, mit der er zahlreiche Kinder hatte. Heaphy reiste viel und studierte dabei die christliche Kirchenkunst. 1844 bekam er einen Auftrag für ein Altargemälde für eine protestantische Kirche in Malta. Weitere Auftragsarbeiten für Kirchen folgten. Nach seiner letzten Reise nach Italien im Jahr 1860 publizierte er das Ergebnis seiner Arbeiten in einer Serie von acht Artikeln im Magazin Art Journal. 1867 wurde er zum Mitglied der Royal Society of British Artists gewählt, dessen Präsident sein Vater 1824 war. Die letzten vier Jahre seines Lebens banden ihn krankheitsbedingt an sein Haus. Er starb am 7. August 1873 im Süden von Belgravia in London. Sieben Jahre nach seinem Tod wurden die Artikel des Journals noch einmal aufgelegt und publiziert.
Bekannte Arbeiten von Heaphy sind: "The Infant Pan educated by the Wood Nymphs" aus dem Jahre 1850, "Catherine and Bianca" von 1853, eine Serie mit jungen Bäuerinnen aus den Jahren 1859 bis 1862, "Kepler mistaken for an Astrologer" von 1863, "Palissy the Potter taken for a Coiner" von 1864, "Lord Burleigh showing his Peasant Bride her new Home" von 1865 und "Mary Stuard at Tutbury Castle" von 1872.